# 抗てんかん薬
抗てんかん薬（こうてんかんやく、anticonvulsant、antiseizure drugs）は、癲癇および痙攣に使用する薬品である。おしなべてハイリスク薬である。治療域と有毒域が近いため治療薬物モニタリングが必要になる薬が含まれる。

## 一般的な抗癲癇薬

### バルビツール酸系
フェノバルビタール（PB）（商品名フェノバール、ワコビタール、ルピアール、ノーベルバール）
強直間代発作が他剤で止まらない場合に追加すると奏功することがある。ノーベルバールの静脈注射または点滴、またはフェノバール筋肉注射などがよく用いられる。半減期が非常に長く1日1回投与で十分である。副作用の小脳失調は遅れて出現するため注意が必要である。フェノバルビタールの静注製剤は長らく存在しなかった。血管内投与によってフェノバルビタールが結晶化して析出し、塞栓症を起こす危険性があるためである。2008年10月にその問題を解決したフェノバルビタールの静脈注射製剤がノーベルバールである。
プリミドン（PRM）（商品名マイソリン、プリムロン）
局在関連癲癇における二次性強直間代発作に有効とされている。フェノバルビタールが無効でもプリミドンが有効な場合がある。
メタルビタール（商品名ゲモニール）

### ヒダントイン系
エトトイン（商品名アクセノン）
フェニトイン（PHT）（商品名アレビアチン、ヒダントール、ホストイン）
カルバマゼピンが無効な局在関連癲癇、二次性全般化傾向の強い局在関連癲癇に用いる。症候性･潜在性全般癲癇や大発作重積でジアゼパム単独で効果不十分な時も用いられる。アレビアチンは数少ない、点滴可能な抗癲癇薬という点で重宝する。5～7mg/Kgが標準の一日投与量であるが、急速飽和する場合は15mg/Kgを生理食塩水に溶かして60分程度で点滴する。500mgで急速飽和する場合が多い。フェニトインは心循環系に影響し心不全を起こすリスクがあるため緩徐に投与する必要がある。可能ならば心電図モニターを用いて血圧と脈拍をモニターする。また糖などで沈殿を起こすため、メインの輸液ラインとは別に比較的太い血管に投与することが推奨される。輸液ラインを用いて投与する場合は投与前後に生理食塩水でフラッシュし、フェニトインの沈殿でライン閉塞することを防ぐ必要がある。また薬剤が血管外に漏れた場合は壊死を起こしやすい。これらの問題点を克服するフェニトインのプロドラッグがホスフェニトイン（ホストイン）である。ホスフェニトインは生理食塩水や5％ブドウ糖液で希釈が安全であり、フェニトインよりも速い速度で投与可能である。また組織障害もフェニトインより少ない。2011年に製造承認後、2012年1月に販売された。
治療域は10～20μg/mlと非常に狭い。単剤投与では30μg/mlでようやく発作が防止できることもある。しかしこの濃度で長期投与を行うと感覚鈍麻など末梢神経障害が出現することがある。血中濃度はある濃度を超えると指数級数的に上昇し中毒域に達する。フェニトイン中毒としては眼振、複視、歩行失調など小脳障害が有名である。そのほか、不随意運動、知能障害、記銘力障害などが出現することもある。低アルブミン血症患者ではアルブミン結合率が低いため遊離型増加し作用が増強される。フェノバルビタールの合剤としてヒダントールが知られている。

### サクシミド系
エトスクシミド（ESM）（商品名エピレオプチマル、ザロンチン）
欠神発作には有効であるが、大発作を悪化させることがある。成人では15～30mg/Kg、小児では20～40mg/Kgが1日量となる。

### スルフォンアミド系
アセタゾラミド（AZA）（商品名ダイアモックス）
スルチアム（SL）（商品名オスポロット）

### ベンズイソキサール系
ゾニサミド（ZNS）（商品名エクセグラン）
局在関連癲癇の場合は第一選択薬として用いることができる。また症候性･潜在性局在関連癲癇で補助剤として、ミオクローヌス癲癇でも用いることもある。開始量は成人で100～200mg、維持量は200～400mgである。パーキンソン病治療薬として用いられることもあるが、開発の経緯および診療報酬（類似薬効比較方式）の面から別の商品名「トレリーフ」とされ、流用なきよう指導されている。食思不振、体重減少の副作用が有名である。

### ベンゾジアゼピン系
ベンゾジアゼピン系抗癲癇薬は発作型に関わらず有効なことがある。ただしミオクローヌス発作など一部を除いて耐性の形成ができやすい。また重症筋無力症、急性狭隅角緑内障には禁忌である。長期使用により耐性と依存性が形成される。
クロナゼパム（CZP）（商品名リボトリール、ランドセン）
ミオクローヌス発作に有効である。1～3mgを分2で投与する場合が多い。
ジアゼパム（DZP、DAP）（商品名セルシン、ホリゾン、ダイアップ坐剤）
重積状態での第一選択薬であり、救急医療の現場でよく用いられる。5mgずつ20mgまで使用することが多い。ジアゼパムは生理食塩水やブドウ糖液で混濁するため希釈せずに使用する。

ニトラゼパム（NZP）（商品名ネルボン、ベンザリン）
ミダゾラム（商品名ドルミカム）（日本では健康保険での適応症はなく、小児科学会が適応要望を出している）
呼吸抑制が出にくいため重積状態で使いやすい。10mgを生理食塩水20mlで希釈して緩徐に静脈注射といった方法がとられる。ミダゾラムはベンゾジアゼピン系の麻酔導入薬・鎮静薬であり水溶性なのでジアゼパムのように希釈にて混濁することなく静脈内投与が容易に行える。ミダゾラムは0.1～0.3mg/kg静注後、0.05～0.4mg/kg/hrで持続静注する。
クロバザム（CLB）（商品名マイスタン）
クロナゼパム、ジアゼパムなど従来のベンゾジアゼピン系抗てんかん薬が1,4-ベンゾジアゼピン（1,4位にN原子をもつ）であるのに対してクロバザムは1,5-ベンゾジアゼピンである。単剤投与では効果は限定的であるがカルバマゼピンで抑制ができなかった複雑部分発作で追加薬として用いられる。フェニトイン、ゾニサミドにも追加することがある。バルプロ酸が無効であった特発性全般てんかんの欠神発作に有効な場合もある。5mg/dayから開始し30mg/dayまで増量できる。

### 分枝脂肪酸系
バルプロ酸ナトリウム（VPA）（商品名デパケン、バレリン、セレニカRなど）
特発性全般性てんかんの第一選択薬である。局在関連てんかんでは二次性全般化による強直間代発作に対して有効なこともある。単剤投与では20mg/Kg/day前後で有効血中濃度に達する場合が多い。治療開始に伴って嘔気が出現することがある。特に急激に増量する場合は頻発する。本態性振戦が出現し、副作用対策でβブロッカーが投与されることもある。高アンモニア血症、血小板減少症をきたすこともある。

### イミノスチルベン系
カルバマゼピン（CBZ）（商品名テグレトール、テレスミン）
局在関連癲癇の第一選択薬である。特に精神症状を併発する場合に向精神作用があるため好んで用いられる。代謝産物であるカルバマゼピンエポキシドにも抗癲癇作用がある。バルプロ酸と併用するとエポキシドの作用によって血中濃度が正常でも中毒症状が出現することがあるため注意が必要である。単剤投与では8～12mg/Kgで、多剤投与では14～20mg/Kgで有効血中濃度に達することが多い。投薬開始時は一過性の血中濃度高値を示し、副作用が出現しやすい。逆に当初は有効血中濃度であっても、同じ投与量では徐々に有効血中濃度が低下している。そのため、100mg程度の投与から開始し、1週間毎に増量していくといった使い方もある。投与後1～2時間で複視、めまいといった小脳症状、1週間ほどで発疹が出現することがある。発疹は1割程度の出現率であるが重篤なものはさらにその1割であり(つまり1%、100人に1人)、内服継続で軽快することも多い。SLE様の皮疹は6～12カ月で出現することがあり、可逆的であるが抗核抗体は陰性化しない。そのほか、低ナトリウム血症や水中毒を起こすことがある。神経痛の治療で用いた場合に不整脈の出現など重篤な副作用報告がある。神経痛に対してはプレガバリン（商品名リリカ）と並んでよく用いられる。

## 新規抗癲癇薬
ガバペンチン（GBP）（商品名ガバペン）
トピラマート（TPM）（商品名トピナ）
ラモトリギン（LTG）（商品名ラミクタール）
レベチラセタム（LEV）（商品名イーケプラ）
ペランパネル（商品名フィコンパ）
ラコサミド（商品名ビムパット）

## その他の抗癲癇薬
カンナビジオール（CBD）
商品名エピディオレックスは、大麻の成分であるカンナビジオール（CBD）を用いた医薬品で、2018年にアメリカで医薬品として承認された。GWファーマシューティカルズが臨床試験を行っていた。日本では有効成分CBDを含む商品は、健康食品として一般に販売されている。
カンナビジオール（CBD）では、乱用、依存、身体依存、耐性はみられない。
この成分の多い医療大麻を用いた小児治療抵抗性てんかん19人の試験では、ドラベ症候群、Doose症候群、レノックス・ガストー症候群といった癲癇の患者であり、16人(84%)が発作を軽減し、うちわけは2人（11%）は完全に消失、8人(42%)は80%以上の減少、6人（32%）は25～60%減少させた。
2024年4月26日、厚生労働省の専門部会は、カンナビジオールの希少疾病用医薬品への指定を了承した。国内で大麻草由来の医薬品が指定されるのは初めて。

## 主な抗癲癇薬のイオンチャネルへの作用
主な抗癲癇薬のイオンチャネルへの作用としてはNaチャネル抑制、T型Caチャネル抑制、非T型Caチャネル抑制、GABA類似作用、グルタミン酸の抑制に大別される。
| 物質名                   | 商品名           | Naチャネル抑制 | T型Caチャネル抑制 | 非T型Caチャネル抑制 | GABA類似作用 | グルタミン酸の抑制 |
| ------------------------ | ---------------- | -------------- | ----------------- | ------------------- | ------------ | ------------------ |
| フェニトイン（PHT）      | アレビアチン     | ＋＋＋         | ―                 | ＋                  | ＋           | ―                  |
| フェノバルビタール（PB） | フェノバール     | ＋＋           | ―                 | ＋                  | ＋＋         | ＋＋               |
| カルバマゼピン（CBZ）    | テグレトール     | ＋＋＋         | ―                 | ＋                  | ＋           | ＋                 |
| バルプロ酸（VPA）        | デパケン         | ＋＋           | ＋                | ＋                  | ＋＋         | ＋                 |
| エトスクシミド（ESM）    | エピレオプチマル | ―              | ＋＋＋            | ―                   | ―            | ―                  |
| ベンゾジアゼピン系       | リボトリール     | ＋             | ―                 | ＋                  | ＋＋＋       | －                 |
| ゾニサミド（ZNS）        | エクセグラン     | ＋             | ＋＋              | ＋                  | ―            | ＋＋               |
| ガバペンチン（GBP）      | ガバペン         | －             | －                | ＋＋                | ＋＋         | －                 |
| トピラマート（TPM）      | トピナ           | ＋＋           | －                | ＋                  | ＋＋         | ＋＋               |
| ラモトリギン（LTG）      | ラミクタール     | ＋＋＋         | ―                 | ―                   | ―            | ＋                 |

## 新規抗癲癇薬
日本において2006年以降に承認されたガバペンチン、トピラマート、ラモトリギン、レベチラセタムなどを新規抗癲癇薬という。これらの作用機序はシナプス小胞の放出減少以外、旧来の抗癲癇薬の作用機序を組み合わせたものにすぎない。しかし相互作用、一部の副作用は軽減されている。2016年4月AMPA受容体拮抗薬であるペランパネルが製造承認された。ペランパネルは、癲癇発作が神経伝達物質グルタミン酸に誘導されることから創製された、既存の薬剤とは異なる新しい作用機序を有した薬剤である。
| 物質名                | 商品名       | GABA受容体の増強 | 電位依存性Naチャネルの抑制 | グルタミン酸受容体の阻害 | 炭酸脱水素酵素阻害 | 電位依存性Caチャネルの阻害 | シナプス小胞放出阻害 |
| --------------------- | ------------ | ---------------- | -------------------------- | ------------------------ | ------------------ | -------------------------- | -------------------- |
| ガバペンチン（GBP）   | ガバペン     | あり             | なし                       | なし                     | なし               | あり                       | なし                 |
| トピラマート（TPM）   | トピナ       | あり             | あり                       | あり                     | あり               | あり                       | なし                 |
| ラモトリギン（LTG）   | ラミクタール | なし             | あり                       | あり                     | なし               | あり                       | なし                 |
| レベチラセタム（LEV） | イーケプラ   | なし             | なし                       | なし                     | なし               | なし                       | あり                 |

## 癲癇の治療
癲癇における抗癲癇薬の主な使い分けを以下にまとめる。

### 癲癇重積状態
国際抗癲癇連盟（ILAE,1981）では癲癇重積状態（SE）とは「発作がある程度の長さ以上続くか、または、短い発作でも反復し、その間の意識回復がないもの」と定義している。ある程度の長さに関しては30分と解釈される場合が多いが早期治療のため10分程度で重積とみなし治療を開始することが多い。重積状態での標準的な治療はジアゼパム、ミダゾラム、フェノバルビタール、フェニトインが用いられる。第一選択はジアゼパム10mgの静注であるが5mgずつ20mgまで投与されることが多い（5mg/分）。欠神発作の重積状態、ミオクロニー発作以外ではフェニトインが第二選択として用いられる。SEが30分以上持続すると脳に不可逆的な変化が起こるとされており、30分以上経過した場合は気管内挿管および全身麻酔薬を用いて発作を止めることがある。プロポフォールなどがよく用いられる。

### 部分発作
| 発作型       | 第一選択                                 | 第二選択                                                                     |
| ------------ | ---------------------------------------- | ---------------------------------------------------------------------------- |
| 単純部分発作 | カルバマゼピン、ゾニサミド、フェニトイン | バルプロ酸、クロナゼパム、トピラマート、ガバペンチン、フェノバルビタールなど |
| 複雑部分発作 | カルバマゼピン、ゾニサミド、フェニトイン | バルプロ酸、クロナゼパム、トピラマート、ガバペンチン、フェノバルビタールなど |
| 二次性全般化 | カルバマゼピン、ゾニサミド、フェニトイン | バルプロ酸、クロナゼパム、トピラマート、ガバペンチン、フェノバルビタールなど |

部分発作の第一選択として推奨されるのはカルバマゼピンである。フェニトイン、ゾニサミド次いでバルプロ酸が考慮される。新規抗癲癇薬ではラモトリギン、次いでカルバマゼピンと同様にレベチラセタム、次いでトピラマートが推奨されている。

### 全般発作
| 発作型           | 第一選択                   | 第二選択                                                                                   |
| ---------------- | -------------------------- | ------------------------------------------------------------------------------------------ |
| 欠神発作         | バルプロ酸、エトスクシミド | クロナゼパム、クロバザム、ゾニサミド                                                       |
| ミオクロニー発作 | パルプロ酸、クロナゼパム   | ニトラゼパム、クロバザム、ゾニサミド、エトスクシミド                                       |
| 強直発作         | なし                       | ゾニサミド、バルプロ酸、フェニトイン、クロナゼパム                                         |
| 強直間代発作     | パルプロ酸                 | フェニトイン、カルバマゼピン、フェノバルビタール、ゾニサミド、アセタゾラミド、クロナゼパム |

全般発作抑制効果はバルプロ酸に優位性があるとされている。欠神発作にはエトスクシミド、ミオクロニー発作にはクロナゼパム、強直間代発作にはフェノバルビタールも考慮される。クロバザム、フェニトインも候補になる。症候性全般癲癇ではクロナゼパム、ゾニサミドが考慮される。新規抗癲癇薬では強直間代発作ではバルプロ酸に次いでラモトリギン、トピラマート、次いでレベチラセタムが推奨されている。欠神発作ではエトスクシミドに次いで、ラモトリギン、ミオクロニー発作ではバルプロ酸に次いでレベチラセタムが推奨されている。カルバマゼピンやガバペンチンではミオクロニー発作や欠神発作が増悪するため特発性全般癲癇では使用しないことが多い。他の抗癲癇薬では効果が不十分な場合にアセタゾラミドが付加される場合がある。 (Acctazolamide)は1958年に使用が開始され脳の中枢神経組織内に存在する炭酸脱水酸素を抑制し、脳のCO2濃度を局在的に増大させることにより、脳の異常な興奮を抑制し精神神経の諸症状を緩解する。

### 精神症状を有する場合
GABA作動性薬剤（バルビツール酸系、ベンゾジアゼピン系、バルプロ酸、ゾニサミド、ガバペンチン、トピラマート）は抗不安作用や躁状態抑制効果があり、グルタミン酸系抑制効果のある薬剤（ゾニサミド、ラモトリギンやレベチラセタム）は抗抑うつ作用や不安誘発作用があると考えられている。発作に関連した一過性の行動障害（発作周辺精神症状）は適切な発作抑制後、情緒安定化作用のあるバルプロ酸、カルバマゼピン、ラモトリギンの使用が考慮される。行動障害が発作と関連しない場合は精神障害の一般的な治療に準じる。そのほか、抗癲癇薬によって誘発される精神病反応の報告もある。

### 内科疾患を有する場合
多くの抗癲癇薬は肝代謝であるが新規抗癲癇薬には腎代謝のものが含まれている。肝代謝がバルプロ酸、フェニトイン、カルバマゼピン、フェノバルビタール、ベンゾジアゼピン系であり、肝腎代謝がトピラマート、ラモトリギン、腎代謝がガバペンチン、レベチラセタムである。注意すべき副作用としては、フェニトイン、カルバマゼピンの心伝導系異常の悪化、カルバマゼピン、バルプロ酸での低ナトリウム血症の悪化、フェニトイン、カルバマゼピンでの免疫系疾患の影響、フェノバルビタール、ゾニサミド、カルバマゼピンの認知機能への悪化、バルプロ酸のパーキンソン症候群などがある。

### 併用の注意
フェニトインと制酸剤、ガバペンチンと酸化マグネシウムの使用は吸収阻害をおこし血中濃度を低下させる。また癲癇閾値を低下させる薬剤としては抗うつ薬、抗精神病薬、気管支拡張薬、抗菌薬、局所麻酔薬、鎮痛薬、抗ヒスタミン薬、筋弛緩薬、抗腫瘍薬などが知られている。

### 薬物療法の終結
日本癲癇学会では成人てんかんの薬物治療終結のガイドラインを公開している。小児では予後良好な癲癇症候群が存在するため発作寛解2年以上経過した場合は減量後、治療終結が可能な場合がある。しかし減量法に関しては標準的なものは存在しない。思春期発症の癲癇、症候性癲癇、脳波異常の存在は再発再燃の危険性が高いとされている。成人癲癇では減量開始時に2種類以上の薬物を服用、強直間代発作の既往、ミオクロニー発作の既往、神経学的異常などが再発のリスクを高めるとされている。
発作寛解期間の長短のみで断薬の是非を判断してはならず、断薬すれば再発リスクは高まる。再発の可能性が最も高いのは減量中と断薬後1年間である。治療終結の決定は諸要件（特に危険因子の有無と質）を総合的に勘案し、患者ならびに患者家族の意向に尊重して個別に判断するべきである。